# 小红鹳

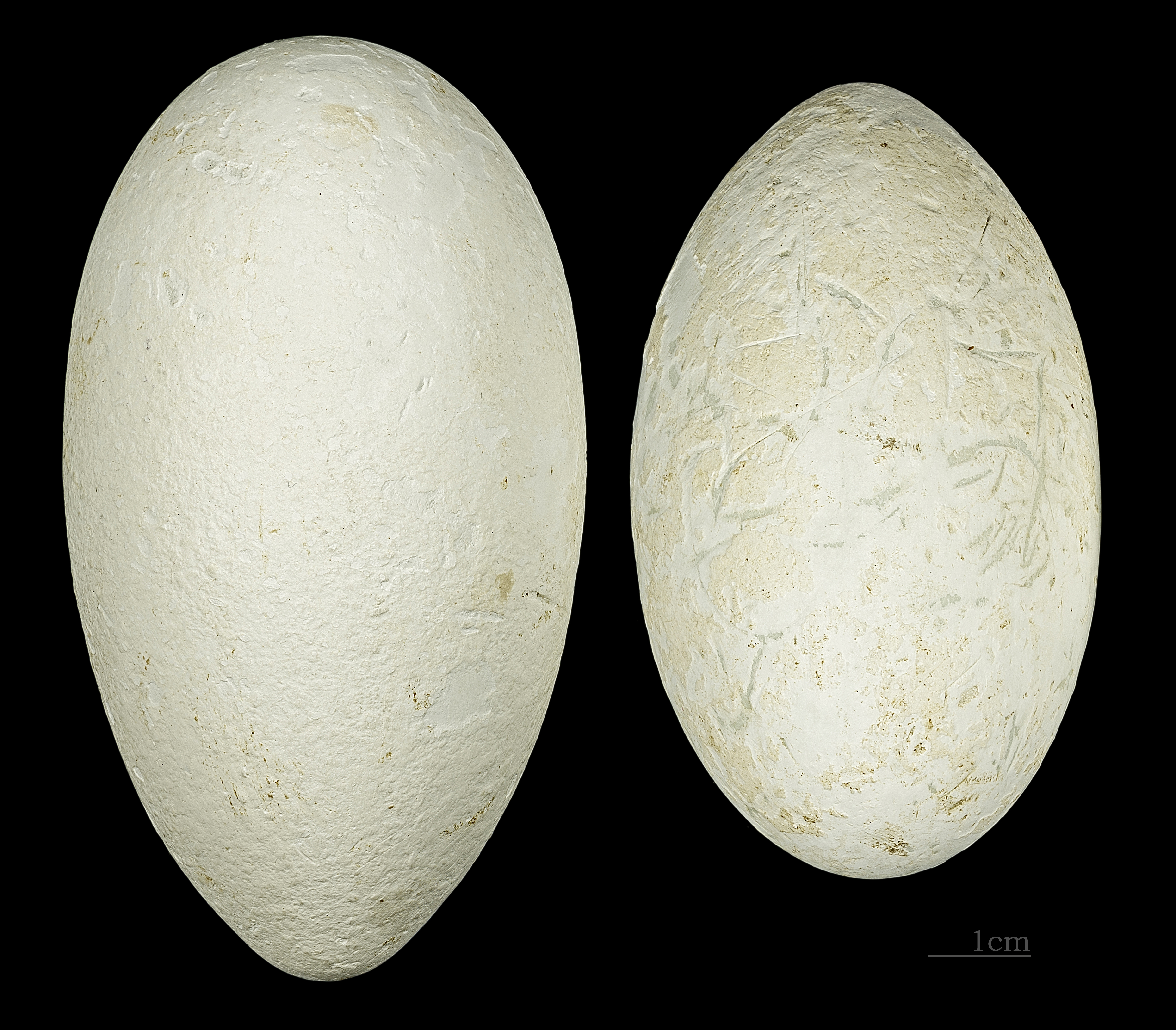
Phoeniconaias minor

小紅鸛（學名：Phoeniconaias minor），又名小火烈鳥，是一種棲息在非洲及南亞的火烈鳥。其种加词“minor”意为“较小的”。

## 特徵
小紅鸛是最細小的火烈鳥，也是為數最多的，估計有達200萬隻。牠們一般重2公斤，長90厘米，高1米，翼展1米。
小紅鸛的羽毛大部份是粉紅白色。牠們與大紅鸛最明顯的分別是喙上有較多的黑色。單靠體型大小很難分辨，除非兩者同在一處。
小紅鸛主要吃螺旋藻，其中含有光合色素（主要是類胡蘿蔔素），令小紅鸛呈粉紅色。牠們的喙很深，很適合濾食這類食物。牠們也會吃蝦。
小紅鸛被多種動物掠食，包括禿鸛、狒狒、吼海鵰及野貓等。

## 繁殖
在非洲，小紅鸛主要在坦桑尼亞北部纳特龙湖（Lake Natron）繁殖。其他繁殖地包括埃托沙鹽湖、馬卡迪卡迪漥地（Makgadikgadi Pan）及Kamfers 大壩。最後於茅利塔尼亞的Aftout es Saheli發現小紅鸛繁殖是於1965年。小紅鸛也曾於1962年在肯雅馬加迪湖繁殖，當時纳特龙湖因氾濫而不適合繁殖。於20世紀初，在納庫魯湖（Lake Nakuru）也有小紅鸛繁殖。
小紅鸛也會在亞洲西南部及南亞繁殖。於1974年，牠們曾在大卡吉鹽沼地（Rann of Kutch）繁殖，但自此之後就只在印度西北部繁殖。
小紅鸛每次會在泥上生一顆白色的蛋。雛鳥出生後很快就會加入幼鳥群，幼鳥群的數量可以超過十萬。幼鳥群會由一些成鳥所照料及帶領到淡水中，路程可以長達32公里。

## 保育狀況
雖然小紅鸛是數量最多的火烈鳥，但牠們也因數量減少及失去繁殖地而處於近危，有些也因人類活動而受到影響。
在非洲納庫魯湖及堡高利亞湖（Lake Bogoria）的群落近年受到重金屬中毒的影響。纳特龙湖的繁殖地也被塔塔化工公司（Tata Chemicals）的工廠計劃所威脅。在南非的唯一繁殖地Kamfers大壩也受到污染影響。
小紅鸛是《非洲-歐亞大陸遷徙水鳥保護協定》（AEWA，Agreement on the Conservation of African-Eurasian Migratory Waterbirds）所保護的物種之一。

## 外部連結
- Flamingo Resource Centre
- ARKive
- Save the Flamingo （页面存档备份，存于）